# Limbodessus masonensis
Limbodessus masonensis är en skalbaggsart som först beskrevs av Watts och William F. Humphreys 2001.  Limbodessus masonensis ingår i släktet Limbodessus och familjen dykare. Inga underarter finns listade i Catalogue of Life.